# Вулиця Стрімка (Тернопіль)
Вулиця Стрімка — вулиця в мікрорайоні «Оболоня» міста Тернополя.

## Відомості
Розпочинається від вулиці Князя Острозького, пролягає на північ до вулиці Ярослава Стецька, де і закінчується. На вулиці розташовані переважно приватні будинки, є кілька багатоквартирних.

## Установи
- Центр соціально-психологічної реабілітації дітей (Стрімка, 6)

## Транспорт
Рух вулицею — двосторонній, дорожнє покриття — асфальт. Громадський транспорт по вулиці не курсує, найближчі зупинки знаходяться на вулиці Князя Острозького.